# Heroin (canción)
«Heroin» (en español, «Heroína») es una canción de la banda estadounidense The Velvet Underground, presente en su álbum debut de 1967 junto a Nico, The Velvet Underground & Nico. Una de las composiciones más célebres de la banda, pertenece al género de rock experimental. Escrita por Lou Reed en 1964, su temática central es el uso y abuso de la heroína. Si bien la banda fue acusada de glorificar el consumo de drogas y la depravación, la canción en realidad describe el consumo de la heroína desde un punto de vista neutro.
Musicalmente, la canción es liderada por el sonido de la viola interpretada por John Cale, discreto durante la mayoría de la canción, pero que alcanza un pico de intensidad en el tramo final descrito por el crítico Dave Thompson como "absolutamente maníaco". Así, el ritmo se incrementa gradualmente imitando el efecto que el narrador recibe de la droga.
«Heroin» es a menudo citado como el tema destacado de The Velvet Underground & Nico, y como el mayor logro de la banda en forma de canción. La canción está incluida en la exhibición "Las Canciones que Dieron Forma a Rock and Roll" del Rock and Roll Hall of Fame. En 2004, fue enlistada en el número 455 en las 500 mejores canciones de todos los tiempos según Rolling Stone.

«Heroína, sé mi muerte
La heroína es mi esposa y mi vida
Porque una dosis en mi vena
Llega a un centro en mi cabeza
Y entonces estoy mejor que muerto »
Fragmento de «Heroin»